# 그린그림
그린그림은 대한민국의 가수다. 2018년 싱글 《Q》로 데뷔했다.

## 방송
- 쇼미더머니 9 (2020) - Top40